# Robert Stene
Robert Stene (Trondheim, 1983. január 6. –) norvég labdarúgó, csatár.
2009–10-ben a Stavanger, 2010–2012 között a Ranheim, 2012–2014 között a Fredrikstad, 2015–16-ban ismét a Ranheim, 2017–18-ban a Levanger labdarúgója volt. A 2015-ös idényben Pontus Engblommal holtversenyben, 17 góllal bajnoki gólkirály lett.

## Sikerei, díjai
Ranheim
- Norvég bajnokság (OBOS-ligaen)
  - gólkirály: 2015 (17 gól, Pontus Engblommal holtversenyben)